# Oberpostdirektion Koblenz

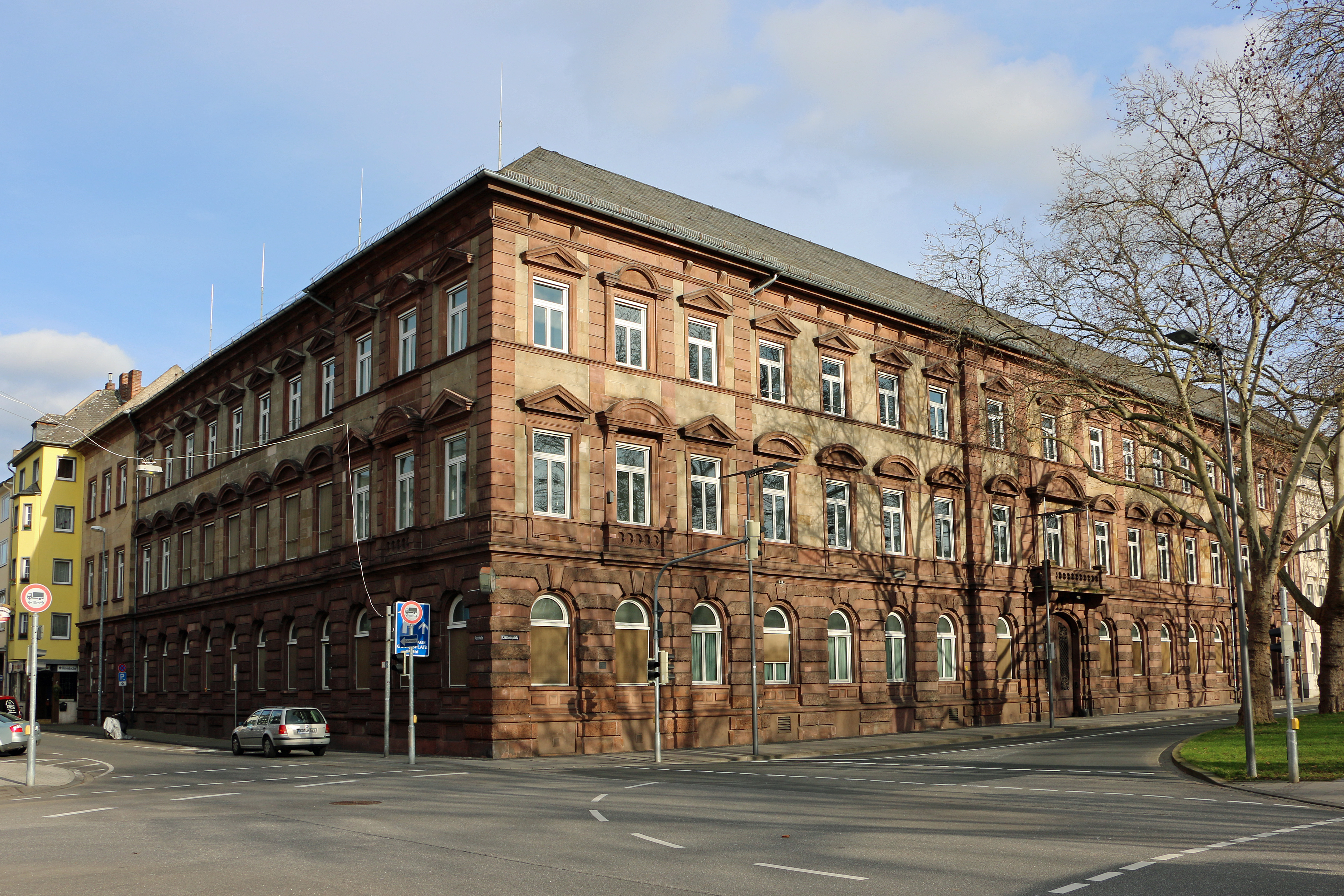
Erstes Dienstgebäude der Oberpostdirektion am Clemensplatz (1883–1907)

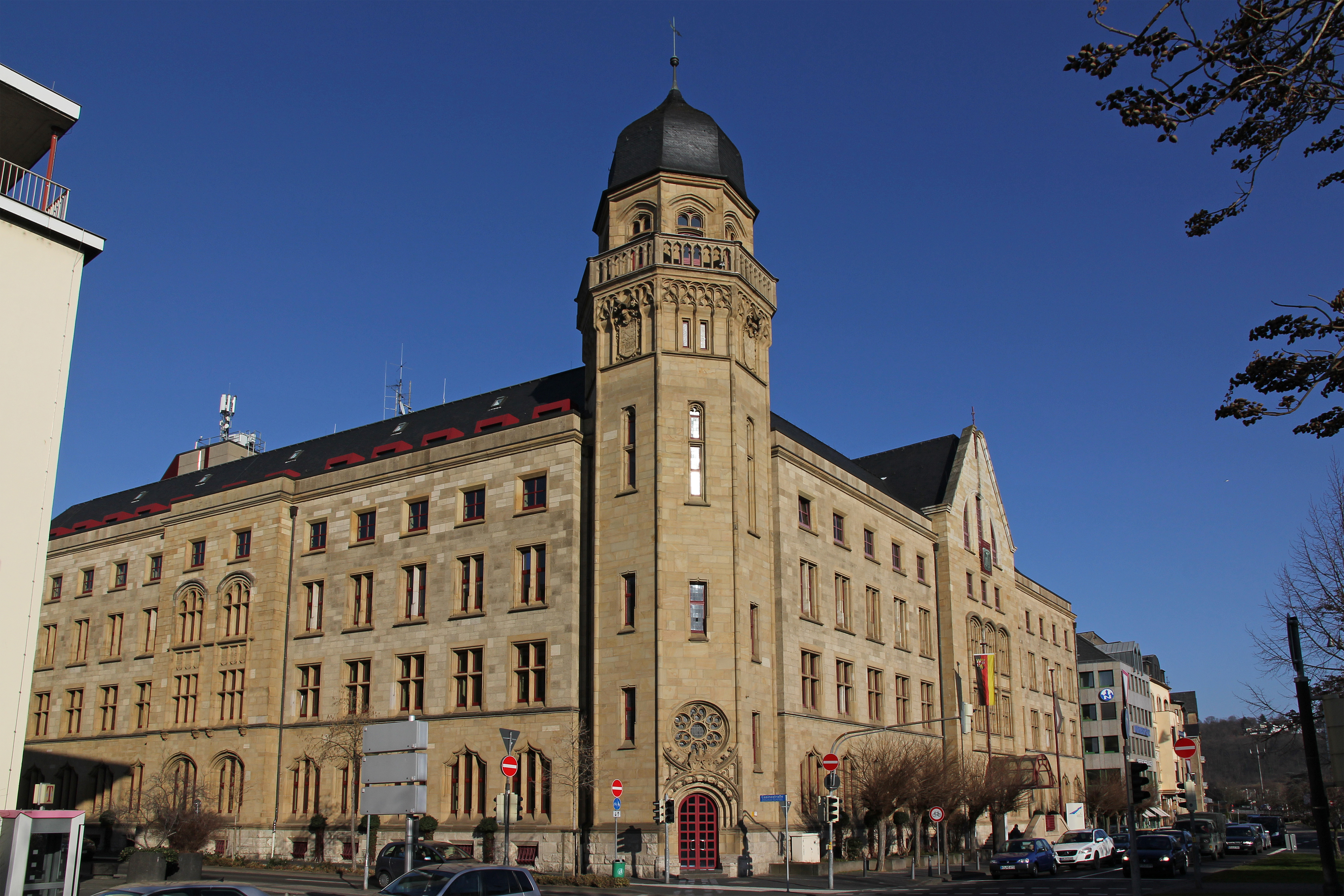
Zweites Dienstgebäude der Oberpostdirektion am Friedrich-Ebert-Ring (1907–1995)

Die Oberpostdirektion Koblenz war eine Mittelbehörde der Postverwaltung in Koblenz und bestand vom 1. Januar 1850 bis zum 1. Januar 1995.

## Geschichte
Die Zuständigkeit der Koblenzer Oberpostdirektion umfasste den Regierungsbezirk Koblenz in der preußischen Rheinprovinz. Der stetig zunehmende Verwaltungsbetrieb der Post ist an den zwei Gebäuden ablesbar, die in Koblenz für diese Behörde errichtet wurden.
Von Juli 1881 bis November 1883 wurde nach einem allgemeinen Entwurf der Bauabteilung im Reichspostamt unter August Kind (Berlin) unter Oberbauleitung durch Postbaurat Carl Cuno (Frankfurt am Main) von Regierungsbaumeister Richard Kux ein erstes eigenes Gebäude am Clemensplatz erbaut. Von 1905 bis 1907 entstand am Kaiser-Wilhelm-Ring (heute Friedrich-Ebert-Ring) ein größerer Neubau.
Nach dem Zweiten Weltkrieg war in der Französischen Besatzungszone nur die Oberpostdirektion Koblenz arbeitsfähig. Das bei den Luftangriffen beschädigte zweite Dienstgebäude wurde um 1948 wieder instand gesetzt. Dabei vereinfachte man die Dachlandschaft und die Fassade entsprechend dem Zeitgeschmack. Nach der Neugliederung der Oberpostdirektions-Bezirke in den Jahren von 1973 bis 1977 wurde die Oberpostdirektion Trier aufgelöst und deren Aufgaben von der Oberpostdirektion Koblenz übernommen. Mit der Auflösung der Deutschen Bundespost zum 1. Januar 1995 wurde auch die Oberpostdirektion Koblenz geschlossen. Das zweite Dienstgebäude am Friedrich-Ebert-Ring wird heute vom Landesbetrieb Mobilität Rheinland-Pfalz genutzt.